# 166
Cette page concerne l'année 166  du calendrier julien. Pour l'année 166 av. J.-C., voir 166 av. J.-C. Pour le nombre 166, voir 166 (nombre).
L'année 166 est une année commune qui commence un mardi.

## Événements
- Printemps : les Romains lancent une offensive contre la Médie, royaume situé entre l'Arménie et la mer Caspienne, mais doivent se replier à cause de la famine[1].
- Fin août : Lucius Verus est de retour à Rome[1]. Fin de la guerre des Parthes[2]. Les Parthes abandonnent l’Arménie et la Mésopotamie occidentale, qui passent sous protectorat romain. La frontière fluviale est établie sur le haut Tigre. Les Romains établissent une garnison à Doura Europos sur l'Euphrate, un point de contrôle pour la route commerciale vers le golfe Persique (fin en 256)
- 12 octobre : triomphe de Marc Aurèle et Lucius Verus sur les Parthes. Commode est nommé César avec son jeune frère Annius Vérus le même jour[3].

- Hiver 166/167 : 6000 Lombards et Obii pénètrent en Pannonie. Ils sont rapidement réduits par l’armée romaine, et entament des négociations avec le légat Bassus[4]. Début de la guerre des Marcomans (fin en 180).
- Des Romains partis en 162 arrivent en Chine par la voie maritime et remettent des cadeaux à l'empereur chinois[5],[6]. Ceux-ci se prétendent envoyés par l'empereur, mais n'étaient sans doute pas des ambassadeurs officiels[7].
- Début du pontificat de Sôter (fin en 175)[8].
- Persécution de chrétiens en Asie Mineure sous le proconsul Statius Quadratus[9].

## Naissances en 166
- Taishi Ci, militaire chinois.